# Sulmtaler
Das Sulmtaler Huhn ist eine österreichische Haushuhnrasse, die auch in Deutschland gehalten wird. Die Rasse wurde um 1880 zur Kapaunerzeugung ausgehend von bodenständigen Landschlägen des Steirerhuhns erzüchtet und später zum Zweinutzungshuhn weiterentwickelt. Die Hennen haben eine hohe Legeleistung, zudem sind Sulmtaler gute Futterverwerter und leicht mästbar. Wegen der hohen Fleischqualität sind Sulmtaler heute vor allem in der Gastronomie der Steiermark begehrt. Sulmtaler sind selten und gelten als gefährdete Hühnerrasse.

## Herkunft und Verbreitung
Das Sulmtaler Huhn ist ein Nachfahre des einstigen steirischen Landhuhns, das besonders im Kainachtal, Laßnitztal, Sulmtal und Saggautal gehalten und durch die Zucht und Mast zu einem schweren Landgeflügel entwickelt wurde. Besondere Bedeutung hatte der „steirische Kapaun“, der wegen seiner Größe, der Zartheit und des Wohlgeschmacks seines Fleisches auch exportiert und an europäischen Fürstenhöfen geschätzt war. Zur Krönungsfeier von Napoleon Bonaparte im Jahre 1804 wurden unter anderem 150 Kapaune und 50 Hühner vom steirischen Landesamt geordert. Noch heute erinnert der Kapaunplatz in Graz an das Quartier, in dem früher die Geflügelhändler, die Gilde der „Kapaun-Fratschler“, ansässig waren.
In der Zeit von 1865 bis 1875 entstand zunächst durch die unorganisierte Einkreuzung von Cochin, Houdan und Dorking ein Hühnerschlag mit eher ungünstigen Eigenschaften. Ab 1900 begann der Grazer Geflügelzuchtverein zusammen mit den Züchtern Armin Arbeiter und Emanuel Martiny sowohl Altsteirern als auch Sulmtaler in reinen Linien zu züchten. So entstand mit dem erst jetzt als Sulmtaler bezeichnete schwere Zwie- und Masthuhn, das aufgrund seiner hervorragenden Nutzeigenschaften von der Steiermärkischen Landesregierung anerkannt und besonders für Maisanbaugebiete empfohlen wurde. Die Sulmtaler verbreiteten sich rasch. Um 1914 waren Sulmtaler Hühner auf etwa 1.000 Geflügelhöfen in der Steiermark zu finden. Nachdem der Bestand im Ersten Weltkrieg zurückgegangen war, wurde die Rasse um 1925 von Franz Koschar wieder gezüchtet und überstand den Zweiten Weltkrieg in der Zuchtanstalt Dornegg bei Graz, wo man in der Folge versuchte, das Körpergewicht wieder zu erhöhen.
Während Sulmtaler ursprünglich vor allem in der Region zwischen Graz und Marburg an der Drau gehalten wurden, hat sich die Rasse zwischen 1918 und 1945 in Deutschland verbreitet und wird heute in beiden Ländern gezüchtet.

## Bestand und Gefährdung
Nachdem 1957 die Zuchtanstalt in Dornegg wegen der zunehmenden industriellen Hühnerproduktion geschlossen worden war, ging der Bestand an Sulmtalern stark zurück, bis sich um 1990 einige Züchter wieder auf die Qualitäten dieser Naturrasse besannen.
Die Rasse ist in der Roten Liste der gefährdeten Haustierrasse in Österreich enthalten. Aktuell beträgt der Bestand an Sulmtalern in Österreich etwa 5000 Tiere. Zudem gab es im Jahr 2007 rund 2000 Exemplare in mehreren mitteleuropäischen Staaten. In Deutschland gab es im Jahr 2007 15 bis 20 Betriebe, in Österreich sieben Betriebe, die diese Hühner züchteten. Die Bestandsabfrage zur Rasse Sulmtaler im Rahmen des in Deutschland von der Bundesanstalt für Landwirtschaft und Ernährung durchgeführten Geflügelmonitoring ergab 2009 bundesweit einen Bestand von 157 Hähnen und 806 Hennen. Die deutsche GEH hat die Sulmtaler in der Kategorie „Rassen aus anderen Ländern“ in die von ihr aufgestellten Roten Liste aufgenommen.
Das Sulmtaler Huhn wird in Österreich vom Sonderverein der Steirerhuhnzüchter Österreichs betreut. In Deutschland hat diese Aufgabe der Sonderverein der Züchter des Altsteirer-, Sulmtaler- und Zwerg-Altsteirer-Huhnes mit insgesamt 51 Mitgliedern im Jahr 2013 übernommen.

## Eigenschaften und Leistung
Sulmtaler sind wetterharte Zweinutzungshühner mit zartem, weißen Fleisch. Sie sind sehr frohwüchsig, ausgezeichnete Futterverwerter und daher leicht mästbar. Die Legeleistung im ersten Jahr liegt bei ca. 180 rahmfarbigen bis hellbraunen Eiern mit einem Bruteier-Mindestgewicht von 55 g. Der Bruttrieb ist eher gering. Die Tiere haben einen ruhigen Charakter und lassen sich leicht zähmen. Trotz ihres hohen Gewichts können Sulmtaler recht gut fliegen. Die Küken sind frohwüchsig, die Aufzucht ist problemlos.
Aufgrund von traditionellem Wissen um die Zucht und Haltung der Rasse wird das Sulmtaler in Österreich im Register der Traditionellen Lebensmittel auch als Sulmtaler Hendl, Sulmtaler Kaiserhahn und Sulmtaler Kapaun geführt.
Seit 2004 hat sich eine Züchtergruppe in der Südsteiermark organisiert und zusammen mit den Universitäten Laibach und Marburg an der Drau die Erhaltung der Rasse zur Aufgabe gestellt. 2006 wurde das Sulmtaler Huhn zum Leitprojekt im Naturpark Südsteirisches Weinland erklärt und 2007 von Slow Food Österreich in die „Arche des Geschmacks“ aufgenommen.

## Rassemerkmale
Sulmtaler Hühner sind tiefgebaute, schwere und als „vierschrötig“ bezeichnete Landhühner mit kaum mittelhoher Stellung und feinem Knochenbau. Sie weisen einen vollen, tiefen und breiten Rumpf in Kastenform auf. Der Schwanz ist aus mittellangen Federn aufgebaut und hat viele Nebensicheln.
Der Hahn wiegt zwischen 3 und 4 kg, die Henne wird 2,5 bis 3,5 kg schwer. Ein auffälliges Erkennungsmerkmal dieses Huhns ist der nur bei den steirischen Rassen (wie z. B. auch beim Altsteirer) aufrecht stehende Wickelkamm bei Hennen und der kecke Federschopf. Die Ohrscheiben sind weiß und klein, wobei auch eine rot-weiße Ausprägung erlaubt ist. Die Augenfarbe ist orangerot, die Kehllappen sind mittelgroß. Die Rasse hat kaum hervortretende, gut bemuskelte Schenkel und mittellange Läufe. Meist werden weizenfarbige Formen gezüchtet, seltener auch weiße, wobei beide Schläge anerkannt sind.

## Zwergform
Die Zwergform der Sulmtaler wurde um 1920 in Deutschland von Hans-Joachim Webers aus Isernhagen unter Beteiligung von großen Sulmtalern sowie anderer Zwergrassen wie Zwerg-Paduanern, wildfarbige Deutsche Zwerge und gelbe Zwerg-Orpington gezüchtet. Erstmals wurden die Zwerg-Sulmtaler 1960 in Hannover mit 32 Tieren vorgestellt. Bei der weiteren Zucht wurden neben einer rasselosen Zwerghenne weizenfarbige Zwerg-Kämpfer, Deutsche Zwerg-Lachshühner und rote Zwerg-Orpington verwendet. Besonderes Merkmal ist der kleine Schopf, vor dem ein Einzelkamm sitzt. Die Schläge sind gold-weizenfarbig oder blau-weizenfarbig, wobei letztere Variante vor allem in Österreich verbreitet ist. Ebenso wie die „großen“ Sulmtaler können die Zwergformen gut fliegen. Sie sind zutraulich und genügsam und weisen eine hohe Legeleistung auf.

## Sonstiges
Sulmtaler Hühner werden seit einigen Jahren vom Geflügelzüchter Hans-Joachim Schleicher von den Landwirtschaftlichen Lehranstalten Triesdorf mit Bresshühnern gekreuzt.
Dieser auf Legeleistung und Schlachtkörper optimierte Zweinutzungshybrid eignet sich im Besonderen für die Bedürfnisse der extensiven Landwirtschaft und ist eine Alternative zu konventionellen und einseitig optimierten Lege- oder Masthybriden der konventionellen Landwirtschaft.